# Bad Bodenteich
Bad Bodenteich – miasto (niem. Flecken) uzdrowiskowe w Niemczech, w kraju związkowym Dolna Saksonia, w powiecie Uelzen, wchodzi w skład gminy zbiorowej Aue.
Do 31 października 2011 miasto było siedzibą gminy zbiorowej Bodenteich.